# CEE-System
Mit dem CEE-System (CEE steht für Commission on the Rules for the Approval of the Electrical Equipment oder auf Deutsch: Internationale Kommission für die Regelung der Zulassung elektrischer Ausrüstungen) wurde durch die EWG der Versuch unternommen, die in Europa gebräuchlichen Steckverbinder für Netzspannung zu harmonisieren. Die nationalen Steckersysteme wurden als Handelshemmnis betrachtet und sollten durch ein europaweit einheitliches System, das CEE-System, ersetzt werden. Dieser Vorschlag wurde im Herbst 1996 vom CENELEC abgelehnt.
Aus diesem Projekt ging jedoch eine Auflistung und Nummerierung der gebräuchlichen Steckersysteme hervor, die weiterhin in Gebrauch ist, um die Steckersysteme zu charakterisieren.

## Beispiele
Eine unvollständige Liste an CEE-Steckverbindernormen der Reihe 7:
| Norm Steckdose | Beschreibung                               | Norm Stecker |
| -------------- | ------------------------------------------ | ------------ |
| CEE 7/1        | zweipolig 10/16 A 250 V ohne Schutzkontakt | CEE 7/2      |
| CEE 7/3        | Schuko deutsch (Typ F)                     | CEE 7/4      |
| CEE 7/5        | französisch (Typ E)                        | CEE 7/6      |
|                | Vereinigung der Typen E und F              | CEE 7/7      |
|                | Eurostecker (Typ C)                        | CEE 7/16     |
|                | Konturenstecker                            | CEE 7/17     |

## „CEE-Stecker“

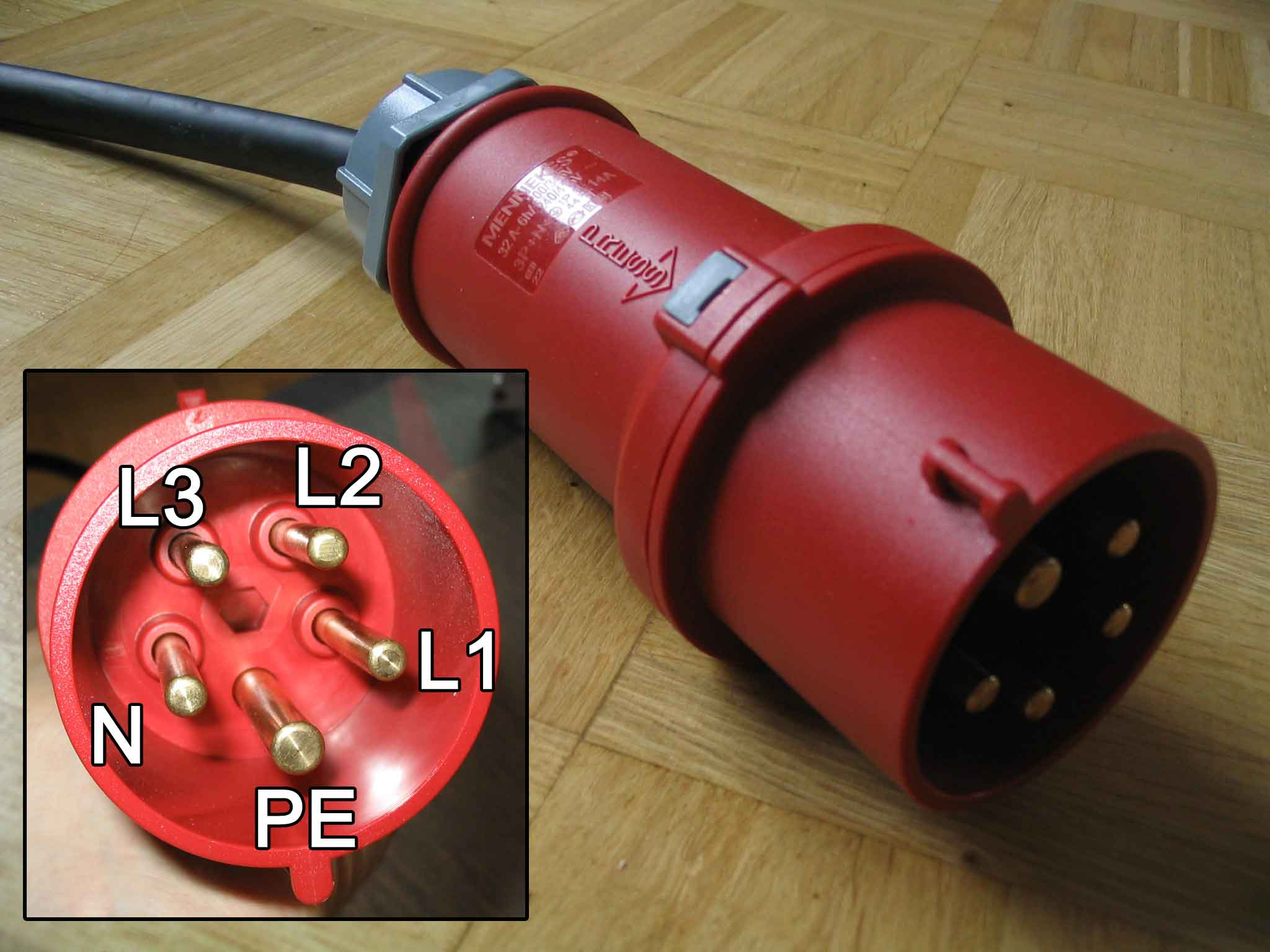
CEE-Drehstromstecker: 400 V, 32 A
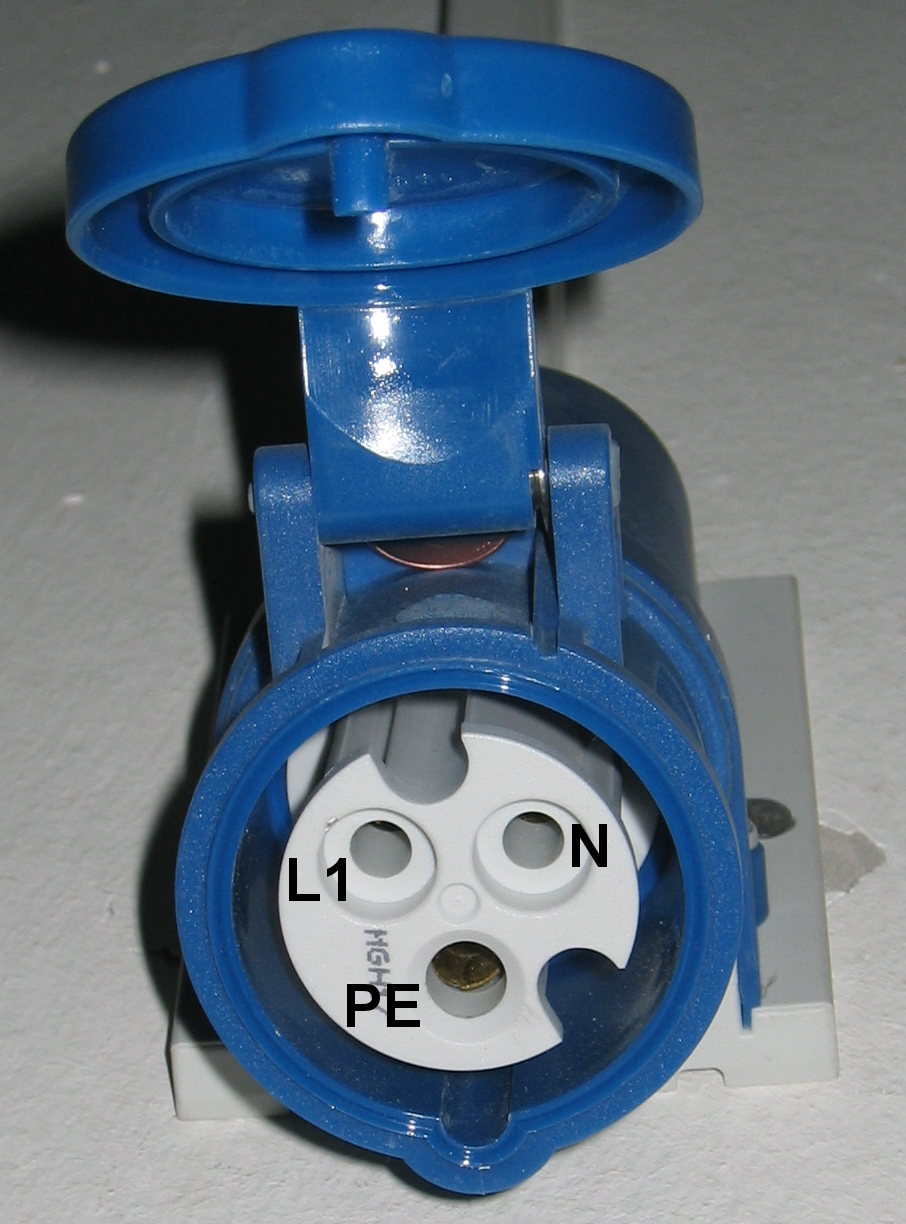
CEE-„Campingbuchse“: 230 V, 16 A, „Blau-6h-16A“

Obwohl alle zugelassenen Steckverbindungen nach CEE normiert sind, hat sich der Rückgriff auf diese Norm in der Bezeichnung nur bei zwei Verbindungstypen ansatzweise durchgesetzt, den gebräuchlichsten Steckverbindern nach der Norm IEC 60309:
- die roten dreiphasigen 400-V-Drehstromstecker (umgangssprachlich Starkstromstecker)
- die blauen einphasigen 230-V-Stecker (umgangssprachlich Campingstecker).